# Android Cop
Android Cop ist ein US-amerikanischer Actionfilm aus dem Jahr 2014 von Mark Atkins.

## Handlung
2045: Detektiv Hammond wird ein neuer Partner, Andy, zur Bekämpfung von Verbrechen vorgestellt. Dabei handelt es sich um einen Roboter. Die beiden erhalten die Aufgabe, einen außer Kontrolle geratenen Telepräsenz-Androiden zu bergen. In diesem befindet sich das Bewusstsein von Bürgermeister Jacobs’ Tochter Helen. Zum Übel des Bürgermeisters hat sich ihr Bewusstsein bereits im Androiden ausgebreitet und realisiert nicht, dass sie ein menschlicher Geist in einem Maschinenkörper ist. Hammond traut Robotern aller Art nicht, da sein ehemaliger Partner einst von einem automatisierten Geschützturm getötet wurde, obwohl dieser den richtigen Code zur Steuerung des Turmes besaß. Daher ist das Verhältnis zwischen ihm und Andy vorbelastet und er begegnet der Maschine mit einem angespannten und sarkastischen Verhalten. In Los Angeles gibt es einen aufgrund von Erdbeben und eines daraus resultierenden nuklearen Lecks einen gesperrten Stadtteil, der Zone genannt wird. In der Zone lebende Menschen sind aufgrund der Radioaktivität mutiert.
Was Hammond und Andy jedoch nicht wissen ist, dass einige ihrer LAPD-Kollegen korrupt sind und für Bürgermeister Jacobs selbst arbeiten. Sie provozieren einen Aufstand in der Zone, damit man eine Vertreibung der Bewohner erklären kann. Kopf der korrupten Polizisten ist Sgt. Jones. Als Hammond und Andy in der Zone eintreffen, orten sie Helens Handy und beginnen mit der Suche. Anders als erwartet treffen sie auf Helen, als diese die beiden Polizisten vor einer Autobombe rettet. Sie erklärt ihnen, dass schwangere Frauen in der Zone kerngesunde Kinder zur Welt bringen und die Mutation daher nicht vererbbar ist. Daher bezweifeln sie die offizielle Erklärung, dass die Mutation durch Radioaktivität entstand. Tatsächlich finden die drei heraus, dass die Geschichte um das Nuklearleck erfunden wurde, um die Grundstückspreise zu manipulieren, und dass die wahre Ursache der Krankheit das Lebensmittelabwurfprogramm des Bürgermeisters ist.
Als sie den Extraktionspunkt erreichen, erkennt Helen, dass sie ein Androide ist und Hammond versucht sie zu trösten. Sgt. Jones, der vermutet, dass das Team um Hammond die Wahrheit ausfindig gemacht hat, ist daher entschlossen, sie alle umzubringen. Durch Gesichtsanalyse der Schergen erkennt Andy die ihnen drohende Exekution und sie können rechtzeitig fliehen. Jones aktiviert deshalb Plan B: die Übernahme der Kontrolle über einen Polizei-Roboter. Dabei wird klar, dass auch Hammond ein Android ist, da er beim damaligen Vorfall mit dem Geschützturm, genau wie Helen, tödliche Verletzungen erlitt. Beide wurden lebenserhaltend versorgt und erhielten die Kontrolle über Telepräsenz-Androiden. Als Hammond den Befehl erhält, Helen zu töten, wehrt er sich erfolgreich dagegen. Dabei wird der Kontrollcomputer überlastet, wodurch Hammond wieder die komplette Kontrolle erhält.
Daher deaktivieren die korrupten Polizisten die Lebenserhaltungssysteme von Hammond und Helen, so dass ihnen nur noch etwa zwanzig Minuten Zeit bleiben, bevor ihre künstlichen Körper abschalten. Andy attackiert das Fahrzeug, in dem das Team um Sgt. Jones sitzt, und zerschmettert es. Dank eines Krankenschwester-Androiden kann Helens Leben gerettet werden, Hammond stirbt allerdings in ihren Armen. Bürgermeister Jacobs erscheint im Glauben, dass seine Tochter tot ist. Er dankt Andy für seine Dienste und behauptet, Helen habe eine Anordnung zur Nichtwiederbelebung unterzeichnet. In diesem Moment erwacht Helen mit all ihren Erinnerungen. Andy sorgt dafür, dass das Gespräch zwischen Vater und Android-Tochter in der Öffentlichkeit übertragen wird. Die ehrlichen Polizisten der LAPD treffen schließlich ein, um Jacobs zu verhaften, doch er entzieht sich der Festnahme durch Suizid.
Einige Zeit später wurden Hammonds neuronale Muster in einen neuen Androiden programmiert, wodurch er in einem Körper wiederbelebt wurde, der dem von Andy ähnelt. Unter Beibehaltung ihrer sarkastischen, aber produktiven Partnerschaft gehen sie erneut in den Polizeidienst.

## Hintergrund

### Produktion
Es handelt sich um einen Mockbuster zu RoboCop aus demselben Jahr. Gedreht wurde in Los Angeles.

### Veröffentlichung
Der Film erschien am 4. Februar 2014 als Direct-to-Video und als Video-on-Demand in den USA. Am 20. Februar 2014 startete der Film im deutschen Videoverleih.

## Rezeption
„‚Robocop‘-Ripoff aus der Billigfilmschmiede ‚The Asylum‘ mit soliden Actionszenen. Inhaltlich wie darstellerisch fällt das Ganze eher unterdurchschnittlich aus und gewinnt dem Mensch/Maschine-Motiv nichts Neues ab.“

„Ist auch auf dem iPhone bloß Murks.“

Cinema bezeichnet den Film außerdem als „billig gemachter Postapokalypse-Schrott mit Verweisen auf Klassiker wie Die Klapperschlange“.
Actionfreunde befindet, dass der Film „nicht halb so unbedarft, wie manch anderer Ausstoß der Trashschmiede The Asylum“ sei. Gelobt werden die „flapsigen Dialoge zwischen Hammond und Andy“ und der Humor. Bemängelt wird der geringe Anteil an Actionszenen. Diese Szenen werden als „einfach nur dilettantisch arrangiert und montiert und es fehlt immer an Druck, Wucht und Effektivität“ beschrieben. Final erhält der Film vier von zehn Punkten.
Im Audience Score, der Zuschauerwertung auf Rotten Tomatoes, hat der Film bei mehr als 50 Abstimmungen eine Wertung von 7 %. In der Internet Movie Database hat der Film bei über 1.900 Stimmabgaben eine Wertung von 3,3 von 10,0 möglichen Sternen (Stand: März 2024).